# Chaitophorus eoessigi
Chaitophorus eoessigi är en insektsart som beskrevs av Hille Ris Lambers 1966. Chaitophorus eoessigi ingår i släktet Chaitophorus och familjen långrörsbladlöss. Inga underarter finns listade i Catalogue of Life.